# Optima (cépage)
Pour les articles homonymes, voir Optima.
L’optima est un cépage de cuve allemand de raisins blancs.

## Origine et répartition géographique
L’optima est une obtention de l’année 1933 de Peter Morio et Bernhard Husfeld en croisant (sylvaner x riesling) x müller-thurgau dans les installations du Institut für Rebenzüchtung Geilweilerhof à Siebeldingen (Palatinat) en Allemagne. Le cépage fait partie de la liste des classements de cépages pour la production de vin suivant l’Article 20 du règlement (CE) n° 1227/200.
Le cépage est autorisé dans de nombreux Länder en Allemagne. La superficie plantée est en régression passant de 349 hectares en 1994 à 107 hectares en 2004.
Des plantations sont connues en Autriche, au Brésil, au Canada, en Grande-Bretagne, en Suisse, en Hongrie, en Afrique du Sud et en Belgique où il est autorisé pour les AOCs flamandes Hageland  et Haspengouw .

## Caractères ampélographiques
- Extrémité du jeune rameau cotonneux blanc
- Feuilles adultes, à 3 lobes, un sinus pétiolaire en lyre généralement ouvert, dents ogivales, moyennes, en deux séries, un limbe aranéeux.

## Aptitudes culturales
La maturité est de première époque tardive : 5 – 6 jours après le chasselas.

## Potentiel technologique
Les grappes sont moyennes et les baies sont de taille petite. La grappe est compacte. Le cépage est de bonne vigueur mais d’une productivité faible. Le cépage craint la pourriture grise et l'oïdium.

## Synonymes
L’optima est connu sous le sigle Gf 33-13-113